# Archaeopodagrion
Archaeopodagrion is een geslacht van libellen (Odonata) uit de familie van de Megapodagrionidae (Vlakvleugeljuffers).

## Soorten
Archaeopodagrion omvat 3 soorten:
- Archaeopodagrion armatum Tennesen & Johnson, 2009
- Archaeopodagrion bicorne Kennedy, 1939
- Archaeopodagrion bilobatum Kennedy, 1946